# Aldo Ballarin
Aldo Ballarin (10. januar 1922 - 4. maj 1949) var en italiensk fodboldspiller (forsvarer).
Ballarin spillede hele sin karriere i hjemlandet, hvor han repræsenterede blandt andet Venezia og Torino. Han vandt fire italienske mesterskaber i træk med Torino i perioden 1946-1949. Han spillede desuden ni kampe for det italienske landshold.
Ballarin omkom i flyulykken i Superga 4. maj 1949, hvor næsten hele Torino FC's hold blev udslettet. Holdet var på vej hjem fra en opvisningskamp i Lissabon mod Benfica, da klubbens fly styrtede ned ved Basilica di Superga-kirken i udkanten af Torino. Alle 31 ombordværende omkom.

## Titler
Serie A
- 1946, 1947, 1948 og 1949 med Torino